# Stabiele zijligging

Stabiele zijligging.

Stabiele zijligging is een eerstehulptechniek die wordt gebruikt bij bewusteloze slachtoffers.
Bij ieder bewusteloos slachtoffer is de luchtweg bedreigd doordat de tong als gevolg van verslapping van de spieren in de keelholte kan zakken en daarmee de luchtweg kan blokkeren. Bovendien is er een risico dat bij braken de inhoud van de maag in de luchtwegen en longen terechtkomt. De stabiele zijligging zorgt er voor dat het slachtoffer in een veilige, stabiele houding komt te liggen die de luchtwegen vrijhoudt. 
De techniek wordt als eenvoudig gezien: de lichaamslengte of gewicht van het slachtoffer spelen vrijwel geen rol. Het is niet van belang of het slachtoffer op de linker- of rechterzijde gelegd wordt, echter vormen zwangere vrouwen hierop een uitzondering. Wanneer een zwangere vrouw op haar rechterzijde gelegd wordt, zal de onderste holle ader, die iets rechts in de buikholte ligt, door de zwangere baarmoeder worden dichtgedrukt. Hierdoor wordt de terugstroom van aderlijk bloed naar het hart belemmerd. Op de linkerzijde treedt dit niet op. Een vrouw wordt dan ook op de linkerzijde in de stabiele zijligging gelegd omdat het niet altijd duidelijk is of ze zwanger is.
Indien er bij een bewusteloos slachtoffer sprake is van een mogelijk wervelletsel, dan dient het slachtoffer in de positie te blijven liggen, waarin hij/zij wordt aangetroffen. Het is bij mogelijk wervelletsel van essentieel belang dat de luchtweg, indien nodig, continu wordt opengehouden met de zogenaamde kaaklift of jaw-thrust.